# Państwo Rzeszowskie
Państwo Rzeszowskie to związek terytorialny założony przez Mikołaja Spytka Ligęzę w XVI wieku. W jego skład wchodziło miasto Rzeszów i 14 wsi o łącznej powierzchni 126 łanów. Znajdowało się w nim ok. 450 domów i 2300 mieszkańców.